# Santa Eufemia (España)
Santa Eufemia es un municipio español de la provincia de Córdoba, Andalucía. En el año 2020 contaba con 743 habitantes. Su extensión superficial es de 187,34 km² y tiene una densidad de 4,39 hab/km². 

## Historia
Santa Eufemia es la primera población en el reino de Córdoba que aparece con topónimo cristiano en fechas inmediatas a su conquista. El origen de su nombre es difícil de precisar. Algunos investigadores lo atribuyen a la posible presencia de un núcleo mozárabe en la población a la que denominarían con este nombre, siendo aceptado el mismo por Alfonso VII de Castilla a la hora de su conquista; otros creen que lo impuso directamente el rey, al ser un nombre muy repetido por las mesnadas gallegas en estos años de avance reconquistador. El historiador Arjona Castro, se inclina por la primera hipótesis: la traducción castellanizada del topónimo mozárabe Sant Qunyah también (Ufimya o Uqunya), que aparece en la obra del geógrafo árabe al-Idrisi, al describir los itinerarios medievales del territorio cordobés. Por el contrario la tradición oral de Santa Eufemia, muy arraigada entre la población, atribuye este nombre al hecho de que treinta y tres caballeros italianos, integrantes de las huestes del monarca castellano, y naturales de la región de Calabria, lugar de fuerte veneración de esta Santa, fueron los que arengados por el propio rey al grito de "Santa Eufemia", tomaron por asalto el castillo apoderándose de la villa y dándole dicho nombre. De hecho a los naturales de Santa Eufemia se les denomina con el gentilicio de "calabreses" y la "Hermandad de la Santa", es el fiel reflejo de esta tradición, respondiendo al tipo de cofradías militares con las primigenias insignias de Bandera, Estandarte, Junco, Alabarda y Tambor, coincidiendo en este caso el número de "hermanos" (así llamados los cofrades) con el de los treinta y tres supuestos caballeros conquistadores. En el sitio donde, según la tradición, acamparon las tropas de Alfonso VII, se erigió la actual Ermita, en la que se procesiona a "Santa Eufemia" el domingo de Resurrección.
En 1850 la localidad fue descrita como sigue:

Eufemia (Sta.): v. con ayunt. en la prov. y dióc. de Córdoba (15 leg.), aud. terr. y c. g. de Sevilla (30), part. jud. de Hinojosa (4).sit. á la izq. del r. Guadalmez y en el declive meridional de un encumbrado cerro, donde la combaten principalmente los vientos N. y NO., siendo su clima templado y las enfermedades más comunes fiebres intermitentes. Tiene 150 casas, entre ellas la municipal; una escuela de primeras letras concurrida por 60 niños y dotada con 1.100 reales; una igl. parr. (la Encarnación) servida por un cura vicario de provisión de la corona en los ocho meses apostólicos á propuesta en terna del diocesano, y de este en los cuatro restantes previa oposición en concurso; un sacristán y un organista de nombramiento también de dicho diocesano y 2 acólitos elegidos por el cura; 2 ermitas (Sta. Eufemia y el Calvario), está a 1000 pasos de la pob. hacia el O. y aquella á una leg. al E., y á la orilla del Guadalmez; y por último 3 fuentes de excelente calidad en el term. Este continua N. Chillón y Almadén; E. y S. los Pedroches, y O. Hinojosa. El terreno es calizo, arenisco y pedregoso, bañándolo el citado r. Guadalmez, que nace en las sierras de Fuencaliente; los montes que comprende el térm. de la v. cuya descripción se hace, son muchos, pero todos despoblados. caminos: los que dirigen a los Pedroches y a la Mancha baja; el primero en regular estado y el segundo fragoso. correos: la correspondencia se recibe de Pozoblanco, por balijero, los miércoles y sábados, saliendo los martes y viernes. prod: trigo, cebada, centeno, habas y garbanzos; ganado lanar, cabrío, vacuno, de cerda y asnal; caza mayor y menor en abundancia, y pesca de peces. ind.: la agricultura, 2 molinos harineros y 2 hornos de cal. Pobl.: 241 vec., 964 alm. Contr.: 22.022 rs. 18 mrs. Riqueza imp: (V. el art. part. jud.) El presupuesto municipal asciende á 18.000 rs. y se cubre con los productos propios. Madoz, 1850, pág. 232.

## Geografía
Integrado en la comarca de Los Pedroches, se sitúa a 97 kilómetros de la capital provincial. El término municipal está atravesado por la carretera nacional N-502, entre los pK 330 y 345, y por carreteras locales que conectan con Belalcázar y El Guijo. El relieve del municipio es variado.  
Por el noreste, el río Guadalmez hace de límite con la provincia de Ciudad Real, en el que desembocan numerosos arroyos procedentes de zonas más elevadas, como el arroyo de Santa María o el arroyo del Sotillo. El norte y el noroeste es más elevado, pues allí se alzan la Sierra de la Barca (548 m), la Sierra de Santa Eufemia (879 m) y la Cuerda de la Nava (664 m). Por el sur y el este, el terreno es más llano, con algunas elevaciones aisladas (pico Atalaya, 565 m), típico de Los Pedroches.  

La altitud oscila entre los 879 metros (pico Horcón), en la sierra de Santa Eufemia, y los 370 metros, a orillas del río Guadalmez. El pueblo se alza a 561 metros sobre el nivel del mar. 
| Noroeste: Guadalmez (Ciudad Real) y El Viso | Norte: Guadalmez (Ciudad Real), Almadén (Ciudad Real) y Alamillo (Ciudad Real) | Noreste: Almodóvar del Campo (Ciudad Real) |
| Oeste: El Viso                              |                                                                                | Este: Dos Torres                           |
| Suroeste: El Viso                           | Sur: El Viso                                                                   | Sureste: Dos Torres y El Viso              |

## Demografía
Santa Eufemia cuenta con una población de 710 habitantes (INE 2024).
| Gráfica de evolución demográfica de Santa Eufemia entre 1842 y 2021                                                 |
| |
| Población de derecho según los censos de población del INE Población de hecho según los censos de población del INE |

## Economía

### Evolución de la deuda viva municipal
| Gráfica de evolución de Deuda viva del Ayuntamiento de Santa Eufemia entre 2008 y 2019                                |
| |
| Deuda viva del Ayuntamiento de Santa Eufemia en miles de Euros según datos del Ministerio de Hacienda y Ad. Públicas. |

## Patrimonio artístico y monumental

### Iglesia de Nuestra Señora de la Encarnación

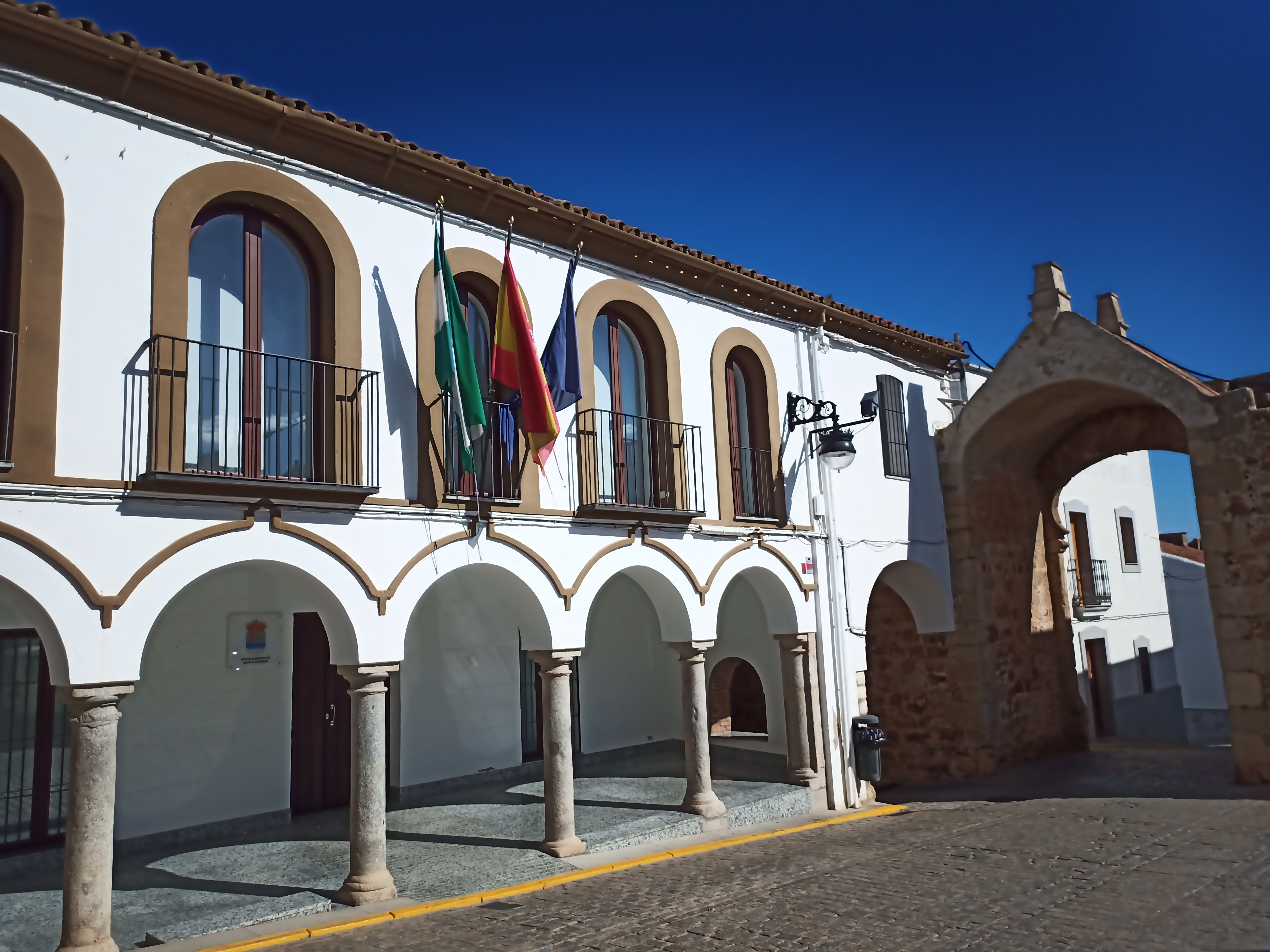
Consistorio y Puerta de la Villa

El edificio de la iglesia parroquial Nuestra Señora de la Encarnación es un conjunto morisco-mudéjar, de recia fábrica y albañilería de piedra y ladrillo rojo del lugar. Su construcción se encuadra en la primera mitad del siglo XIV), añadiéndose el ábside, las capillas laterales del crucero y la torre campanario en las postrimerías del siglo XV. 

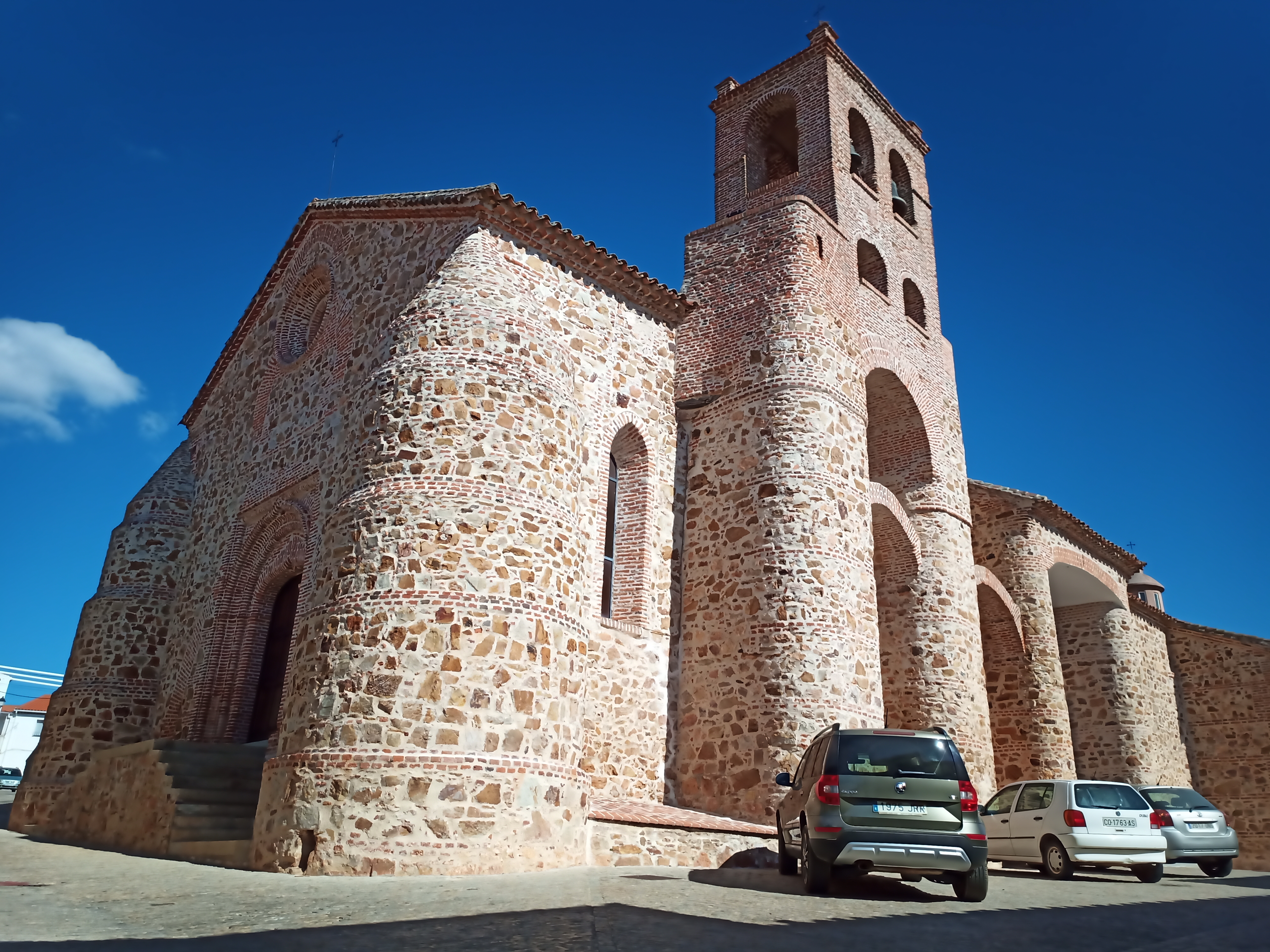
Vista de la iglesia

Su única nave, cubierta a dos aguas, se sustenta interiormente en sentido transversal, sobre seis robustos arcos apuntados de ladrillo visto, con arranques sobre apoyos rectangulares de gran tamaño adosados a los muros de la misma. En el centro de la techumbre de madera decorada, destacan dos artísticos mocárabes dorados y policromados típicamente mudéjares. A destacar el arco de entrada del ábside presbiterial de yeserías mudéjares de la época.

### Ermita de Santa Eufemia
Situada en terrenos de la finca "El Donadío", a unos cinco kilómetros en dirección este de la población a la vera del río Guadalmez se encuentra la pequeña Ermita de "Santa Eufemia", patrona de la población, construida, según la tradición, en el lugar en el que acamparon las tropas de Alfonso VII antes de la conquista de la misma. 
La Ermita, de sencilla construcción, es de una sola nave de 12,6 por 8,6 metros con dos arcos fajones apuntados, de ladrillo con arranques sobre pilares de piedra y, al exterior, gruesos contrafuertes.

### Ermita de la Virgen de las Cruces
Situada en el paraje de Valdefuentes, a medio camino entre las poblaciones de Santa Eufemia y El Guijo, se levanta esta pequeña Ermita reconstruida sobre las ruinas de una anterior construcción del siglo XIV. 
De una sola nave cubierta con artesonado de vigas, es de destacar su fachada de piedra de granito labrada con arco apuntado, enmarcado en alfiz de estilo claramente mudéjar típico de la zona. 
Su aspecto actual data de 1898, año en el que la marquesa de Torrecilla, cedió al entonces alcalde de Santa Eufemia, Miguel Guillermo Romero y al párroco Martín Caballero Atalaya, un pedazo de terreno en el quinto "El Cubillo" (lugar donde se ubica la Ermita), para el servicio y expansión de la misma. 
El origen de esta devoción se remonta allá a los años de 1548 al 1560, en los que Santa Eufemia, junto con los vecinos de El Guijo y Torrecampo, salió indemne de una epidemia que asoló la comarca de Los Pedroches. Los tres pueblos veneraban la imagen en el actual Santuario de la Virgen de las Cruces (El Guijo). Habiendo perdido Santa Eufemia sus derechos sobre la Virgen de las Cruces en el año 1897, el pueblo calabrés reconstruyó esta Ermita.

### Castillo de Miramontes
De construcción árabe y levantado probablemente sobre las ruinas de un castro prerromano, ha estado ligado desde entonces a la historia de la población. La construcción del mismo debió de realizarse a lo largo de la época almorávide y almohade, cuando la cora de "Fahs al-Ballut" adquirió un carácter eminentemente militar.
De planta poligonal, su estado actual es completamente ruinoso aunque a lo largo de su historia hubo de ser reconstruido total o parcialmente varias veces. Se conserva todo el lienzo septentrional de su murallas, la torre del homenaje, llamada de la "Cárcel", restos de un aljibe y parte del amurallamiento oriental, apreciándose aún su prestancia de otros tiempos. Fue destruido definitivamente en el año 1478 muy probablemente por orden de los Reyes Católicos como reprimenda a los excesos del entonces señor de Santa Eufemia, Gonzalo Messía Carrillo II.

### Murallas

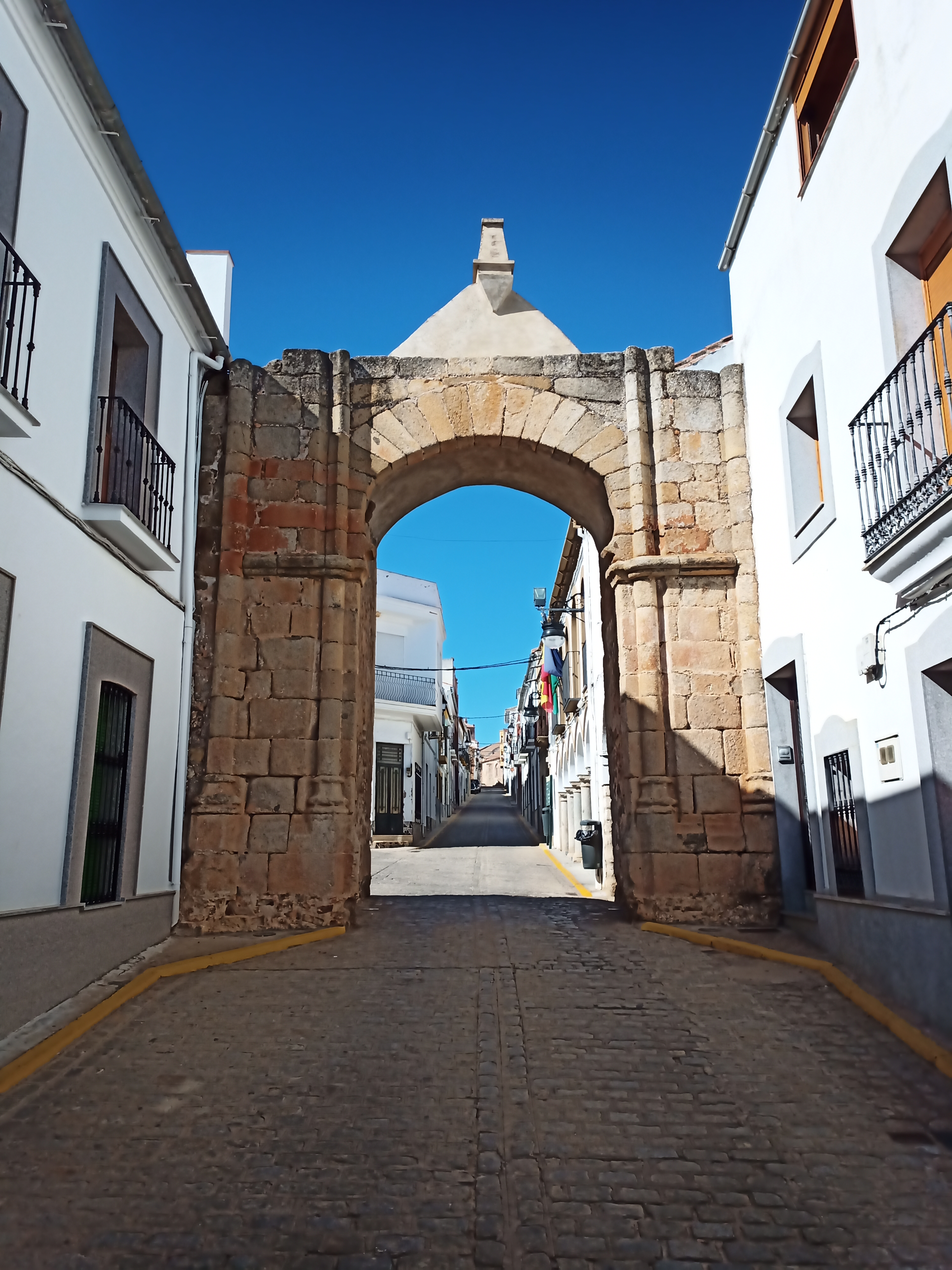
Puerta de la Villa de la muralla

El recinto amurallado de la Villa de Santa Eufemia se debe a Gonzalo Mejía II. No sabemos los motivos que indujeron al Señor de Santa Eufemia a fortificar la villa —uno de los pocos casos de amurallamiento tardío— aunque debieron estar relacionados con los peligrosos frentes que Gonzalo Mejía II tenía abiertos por estas fechas, sobre todo el referido a su levantamiento en armas contra la ciudad de Córdoba tomando por asalto el castillo de Pedroche, fortaleza que se negaba tozudamente a abandonar.
Para tal efecto se contrató al albañil y vecino de Córdoba, Juan de Aragón, el 17 de junio de 1474. El resultado fue un poderoso recinto amurallado, jalonado de potentes torreones cilíndricos y realizado con cal y canto del lugar. De este primitivo recinto, sólo quedan trozos muy deteriorados del lienzo amurallado, algunos torreones y la bella Puerta de Córdoba, conocida popularmente como "Arco o Puerta de la Villa".

### Castillo de Vioque

#### Situación
El castillo de Vioque se encuentra situado a unos 8 kilómetros en línea recta al noreste de Santa Eufemia, provincia de Córdoba, sobre un cerro coronado por buenas defensas naturales, y desde el que se domina el pequeño valle del río Gudalmez.
Se puede llegar a él saliendo de la localidad por la carretera de Almadén. A unos 300 metros hay que salir por un camino a la izquierda conocido como Camino de las Lomas, después hay que cruzar el Arroyo Grande., y después tomar el Camino de Vioque, que lleva a la finca del mismo nombre, un caserío en cuya margen izquierda se encuentra el castillo, sobre un cerro.

#### Historia
Esta magnífica fortaleza ibérica datada entre los siglos I y II d. C. es considerada por algunos investigadores como el posible enclave túrdulo-romano conocido con el nombre de Sosintigi.

#### Descripción
Aún se encuentra en ruinas. Impresiona por su gigantesca y bella factura. Es una fortaleza de doble recinto y gran calidad constructiva.
El recinto interior es una poderosa fortificación tronco piramidal de aparejo ciclópeo reforzado con varias torres, formado por grandes bloques de piedra del lugar a manera de sillares y trabados en seco.
El amurallamiento exterior se levantó aprovechando las defensas rocosas naturales. Este primer recinto es de peor calidad constructiva, constituyendo quizá la primitiva fortificación a la que, ya en plena romanización, se le añadió el poderoso bastión interior.
Entre el recinto interior y el cincho amurallado exterior existe un amplio espacio, que quizá sirviera para resguardar el ganado en caso de ataque enemigo.

#### Estado de conservación
Se encuentra en estado de ruina.

#### Protección
Bajo la protección de la Declaración genérica del Decreto de 22 de abril de 1949, y la Ley 16/1985 sobre el Patrimonio Histórico Español. En 1993 la Junta de Andalucía otorgó reconocimiento especial a los castillos de la comunidad autónoma de Andalucía.
- Ver catálogo

## Fiestas populares

### San Blas (2 y 3 de febrero)
Organiza esta fiesta la Hermandad de San Blas, de estructura militar, cuyos cargos ostentan los tradicionales símbolos del junco, la alabarda y la bandera. En la mañana del día 2 de febrero, los hermanos de San Blas llaman a sus compañeros cantándoles la Aurora. Por la noche se encienden candelas a las puertas de los cuatro hermanos de cargo, los cuales dan el tradicional convite.

### Santa Eufemia 'La Santa'(Domingo de Resurrección)
La patrona de la localidad es Santa Eufemia. Con ella se organiza el Domingo de Resurrección la llamada romería de la Santa. Su hermandad, recuerda por la estructura y organización su origen medieval y militar. Está compuesta por 33 hermanos, que se estructuran jerárquicamente.
Tras la misa se organiza la romería, que se dirige a la ermita de la Santa, situada en el paraje llamado El Donadío, junto al río Gualdalmez, que separa la provincia de Córdoba de la de Ciudad Real.

### La Virgen de Las Cruces (1 de mayo)
Se trata de una fiesta con importante arraigo en la localidad. Sus orígenes datan de mediados del siglo XVI, en los que las localidades de Santa Eufemia, El Guijo y Torrecampo compartían culto a esta Virgen en una ermita situada en el término municipal de El Guijo. La crecida del río Cigüeñuela, y la inexistencia del actual puente, hizo que los "calabreses" no pudieran cruzar el río y asistir a la romería el 1 de mayo de 1897, circunstancia que les hizo perder sus derechos sobre la misma. Ante esta situación construyeron su propia ermita, lugar donde en la actualidad rinden culto a esta Virgen, cada 1 de mayo. 
La hermandad de la Virgen de las Cruces, es la mayor hermandad de esta localidad. Los festejos comienzan el día 30 de abril, con pasacalles, tradicional "convite" para los hermanos, continuando el día 1 de mayo con las procesiones de salida y entrada de la Virgen y su Romería en el paraje conocido como "El Soto" o "Valdefuentes".
Destacar la singularidad y extraordinaria belleza de la procesión de retorno de la Virgen al anochecer por las calles de esta localidad, así como las cruces adornadas por flores en los patios y rincones de la localidad.

### San Isidro (15 de mayo)
Preludio de la Feria, se celebra el viernes y sábado más próximo al 15 de mayo. Destaca su verbena y la quema de la tradicional muñeca "isidril" el viernes por la noche. 
A la mañana siguiente las calles de Santa Eufemia, son ocupadas por carrozas tiradas por tractores, decoradas con mil colores, por mujeres y niños.
La hermandad de San Isidro es la hermandad más joven de esta localidad. Creada en los últimos años de la década de 1990, construyó su propia ermita, en el lugar donde actualmente se celebra su romería, en la cima de un cerro junto al paraje conocido como "El Ventorro", lugar donde hasta hace unos años se celebraba.

### Feria de San Pedro (29 de junio)
San Pedro es el Santo Patrón de Santa Eufemia, junto con "La Santa", nombre con el que los lugareños identifican y riden culto a Santa Eufemia. Durante los cuatro días próximos al 29 de junio, la localidad de Santa Eufemia celebra la Feria en honor a su patrón. Durante estos días, se desarrolla un amplio programa de festejos y actividades, entre las cuales destacan sus singulares encierros de vaquillas, concursos, y verbenas.

### Fiestas del Emigrante (15 de agosto)
Estas fiestas comenzaron a celebrarse en esta localidad en los últimos años de la década de los 80. El éxodo emigratorio de los "calabreses" hacia las principales ciudades españolas (Madrid, Barcelona y Vitoria principalmente) hacía que buena parte de los "calabreses" no pudieran disfrutar de la Feria de San Pedro en el mes de junio. Durante el mes de agosto, la mayor parte de ellos regresaban a Santa Eufemia, circunstancia que fue aprovechada para programar, cada año un mayor número de actividades lúdicas, las cuales fueron concentrándose en las proximidades del día 15 de agosto.
En la actualidad, las actividades culturales y festivas en esta semana son diversas, pasando desde el Festival de Flamenco, encierros de vaquillas, verbenas y fiestas organizadas por los vecinos en las diferentes calles de la localidad.